# Carbonsäurebromide

Von oben nach unten: Allgemeine Formel eines Carbonsäurebromids (R = H oder Organyl-Rest), Ameisensäurebromid, Benzoesäurebromid. Der Bromcarbonyl-Rest ist blau markiert.

Carbonsäurebromide sind eine Gruppe chemischer Verbindungen, die sich von Carbonsäuren ableiten. Sie sind eine Untergruppe der Carbonsäurehalogenide, bei denen ein Bromatom direkt an eine Carbonylgruppe gebunden ist.

## Herstellung
Oxalylbromid kann als Ausgangsstoff für die Herstellung anderer Carbonsäurebromide verwendet werden, indem es mit dem Natriumsalz der entsprechenden Säure umgesetzt wird. Beispielsweise ergibt die Umsetzung von Natriumbenzoat mit Oxalylbromid als Produkt Benzoylbromid. In ähnlicher Weise können auch andere Carbonsäurebromide wie Zimtsäurebromid oder Phenylacetylbromid hergestellt werden.
Carbonsäurebromide können unter anderem durch Umsetzung von Carbonsäuren mit Thionylbromid, Triphenylphosphindibromid oder Tribrombenzodioxaphosphol hergestellt werden. In Gegenwart von Carbonyldiimidazol können Carbonsäuren durch Bromwasserstoff in Carbonsäurebromide umgewandelt werden. Eine weitere Möglichkeit zur Herstellung aus Carbonsäuren ist die Umsetzung mit Ethyltribromacetat und Triphenylphosphin.
Auch Silylester von Carbonsäuren können mittels Triphenylphosphindibromid direkt in Carbonsäurebromide umgewandelt werden. Carbonsäurechloride können mittels Bromwasserstoff oder Trimethylsilylbromid in die entsprechenden Bromide umgewandelt werden. Aus Aldehyden können Säurebromide durch radikalische Bromierung gewonnen werden, sowohl mit Ethyltribromacetat und Dibenzoylperoxid als Radikalstarter, als auch mit N-Bromsuccinimid.

## Reaktionen
Die Umsetzung von Oxalylbromid mit Carbonsäuren ergibt Carbonsäureanhydride. Beispielsweise kann Benzoesäure zu Benzoesäureanhydrid umgesetzt werden. Durch Umsetzung von Carbonsäurebromiden mit Kupfercyanid oder Silbercyanid können Carbonsäurecyanide hergestellt werden. Verschiedene Carbonsäurebromide wie Acetylbromid oder Oxalylbromid eignen sich als Syntheseäquivalente für Bromwasserstoff für Hydrobromierungen von Alkinen. Dabei wird Bromwasserstoff in situ gebildet. Mit Acetylbromid werden als Produkte insbesondere Alkenylbromide erhalten, mit Oxalylbromid vor allem Dibromalkane. In verschiedenen Methoden zur Herstellung von Peptiden werden Säurebromide von Aminosäuren verwendet, vor allem bei Verwendung von sterisch besonders anspruchsvoller Aminosäuren. Acetylbromid eignet sich zur Erzeugung von aktiviertem Dimethylsulfoxid (DMSO) zur Oxidation von Alkoholen zu Aldehyden und Ketonen. Die Reaktion ist eng verwandt mit der Swern-Oxidation, bei der jedoch Oxalylchlorid verwendet wird, um DMSO zu aktivieren.

## Verwendung
Carbonsäurebromide werden insbesondere als Reagenzien in der organischen Synthese eingesetzt, siehe Abschnitt Reaktionen. Bei der Acetylbromid-Methode wird Pflanzenmaterial mit Acetylbromid in Essigsäure umgesetzt und enthaltenes Lignin im Sauren in Lösung gebracht, sodass es photometrisch quantitativ bestimmt werden kann.